# Marin, Sălaj
Marin (în maghiară: Máron) este un sat în comuna Crasna din județul Sălaj, Transilvania, România.

## Compendiu
Marin este un sat din comuna Crasna, județul Sălaj. Din punct de vedere geografic este situat în depresiunea Silvaniei, la distanțe aproximativ egale de Măgura Șimleului, Munții Meseșului și Munții Plopișului. Are un relief colinar, format din culmi deluroase despărțite de Pârâul Marin. Altitudinea Marinului variază între 288 și 392 metri, iar suprafața totală a satului este de 1241,14 hectare.
Ca întreg județul Sălaj, Marinul se încadrează în sectorul de climă continentală moderată. Vegetația este eterogenă, cu o gamă variată de formațiuni vegetale. Speciile silvice dominante sunt gorunul, cerul și carpenul. Pe alocuri apar și alte specii de foioase. Pădurile, în suprafață de 196 ha, sunt amplasate în împrejurimile satului.
Prima atestare documentară a satului Marin apare la 1458 însă urmele de locuire sunt mult mai vechi. Aici a fost descoperită o așezare neolitică, vestigii istorice aparținând civilizației dacice dar și fragmente ceramice din sec. XIII.
Cea mai veche biserică din Marin datează de la 1598 și era din lemn. Astăzi există două locașuri de cult, unul aparținând Bisericii Ortodoxe, iar celălalt Bisericii Greco-Catolice. Recensământul din 2002 arată că, din totalul de 995 de cetățeni (populație stabilă) – 895 sunt ortodocși (89,9%), 97 greco-catolici (9,8%), doi baptiști (0,2%) și un penticostal (0,1%).
Cea mai veche mențiune scrisă despre învățământul din Marin este din anul 1830, când aici exista o școală confesională greco-catolică, cu o singură sală de clasă. Astăzi există o școală generală cu învățământ primar și gimnazial, modernizată.
În ultimele decenii, Marinul și-a prezentat valoroasele costume populare, cântecele, jocurile populare și tradițiile locale în spectacole și concursuri, prin diversele ansambluri culturale care au activat și activează și astăzi în localitate.
Marinul este acum un sat modern, cu infrastructură corespunzătoare secolului XXI: drumuri asfaltate și pietruite, internet, telefonie mobilă și fixă, apă curentă.
Oricine ajunge în Marin este impresionat de frumusețea acestor locuri. Satul se înfățișează ca o imensă livadă de prun; este înconjurat de păduri, pajiști și vii, iar în planul îndepărtat se dezvăluie culmile muntoase ale Sălajului. O mare de verdeață, aer proaspăt și înmiresmat, oameni harnici și generoși, o combinație fericită de tradiție și modernitate, un loc binecuvântat.

## Amplasare geografică. Suprafață

Satul Marin în anul 1964 - fotografie făcută din Dealul Peceiului

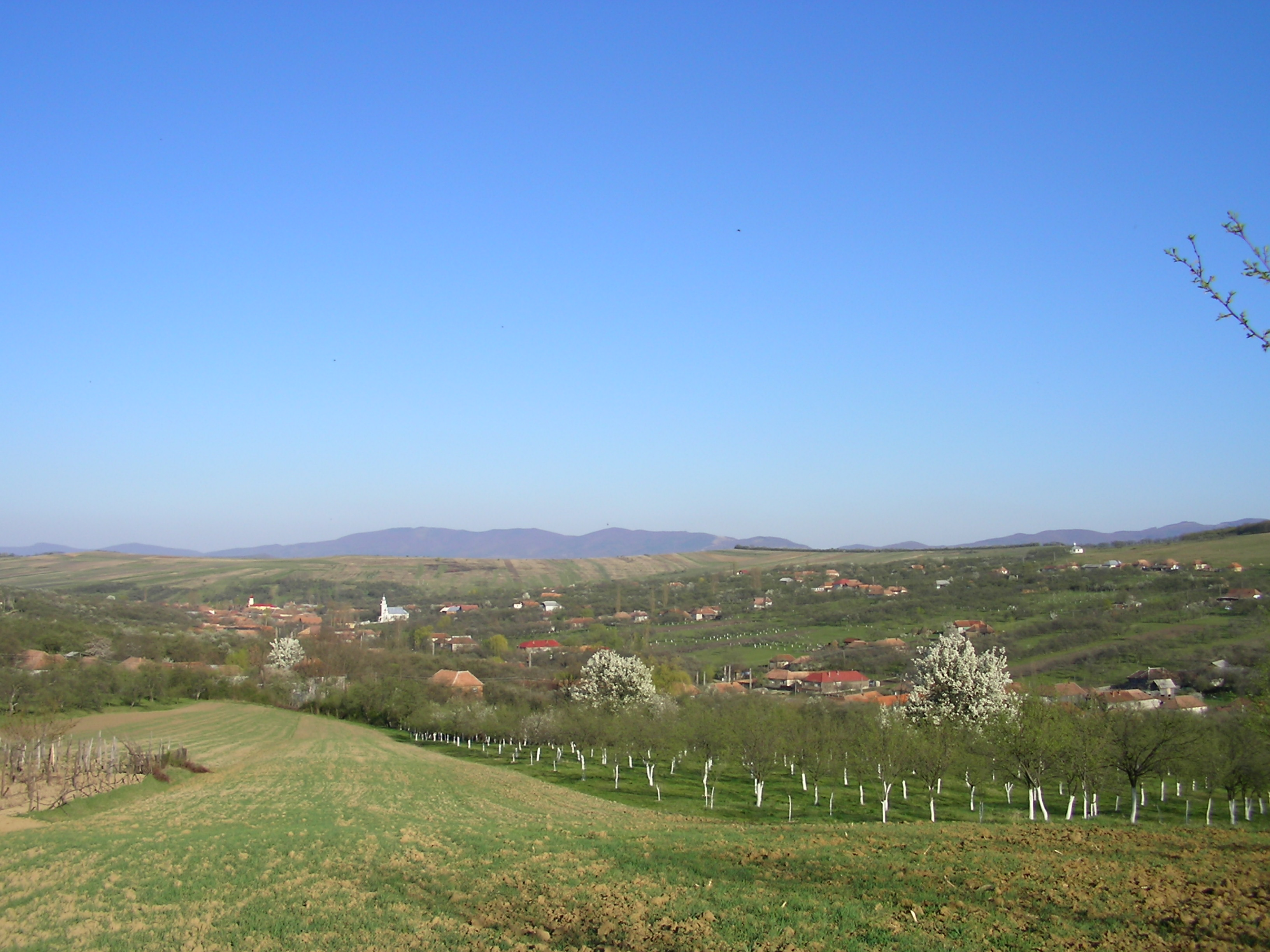
Satul Marin, judeţul Sălaj (2008). Fotografie făcută din partea vestică a satului

Marinul este situat în Depresiunea Silvaniei, la distanțe aproximativ egale de Măgura Șimleului, Munții Meseșului și Munții Plopișului. Are un relief colinar, format din culmi deluroase despărțite de pârâul Marin. Satul este amplasat pe două dealuri, unul cu expoziție nordică, iar celălalt cu expoziție sudică. Cei doi versanți sunt uniți printr-o coastă de deal, situată în partea de vest a satului. Înspre răsărit, dealurile sunt deschise, dând posibilitatea scurgerii apelor spre Râul Crasna.
Altitudinea Marinului variază între 288 de metri, lângă Biserica Ortodoxă „Sfinții Mihail și Gavril”, și 392 de metri, la Colțul Hireazului. Casele situate la cea mai mare altitudine sunt cele de la “Muscănești” – 378,5 m.
Suprafața totală a Marinului este de 1241,14 hectare, din care intravilan 142,7 ha, iar extravilan 1098,44 ha.

## Încadrare administrativă
Din punct de vedere administrativ, Marinul face parte din județul Sălaj, comuna Crasna. La sud-est se învecinează cu satul Peceiu, la sud cu satul Bănișor, la sud-vest cu satele Ban și Fizeș, la vest cu Valcău de Jos, iar la nord cu cătunul Ratovei și cu satul Huseni. Primarul comunei Crasna este juristul Emeric POP.

## Căi de comunicație
Marinul se găsește la 3 km de localitatea Bănișor, 7 km față de Crasna și 4 km față de Valcău de Jos. Cele mai apropiate gări CFR sunt la Șimleu-Silvaniei (22 km), Zalău (29 km) și Ciucea (30 km). Drumul Marin - Crasna este situat de-a lungul albiei minore a pârâului, iar lucrările de asfaltare au început în luna iunie 2008. Finalizarea și inaugurarea au avut loc la data de 21 noiembrie 2008. În perioada 2006-2007, au fost pietruite drumurile spre Valcău de Jos și Bănișor.

## Ape
Pârâul Marin are două brațe, unul principal care pornește dinspre partea de vest a satului, din locul numit Fundătură, și unul secundar care se formează în partea de sud a satului, numit Băcușe. Locul de întâlnire a celor două ramificații este în apropierea Bisericii Ortodoxe “Sfinții Mihail și Gavril”. Pârâul străbate satul continuându-și drumul circa 6 km printre cele două dealuri, pe hotarele Marinului și ale Crasnei, până se varsă în râul Crasna, cel de-al doilea râu important al județului. În timpul verii, Valea Marinului seacă, de cele mai multe ori. Până în anii ’80, ploile torențiale abundente scoteau apele văii din albie, inundând atât satul cât și hotarul. În cea de-a doua jumătate a secolului trecut, s-au înregistrat mari pagube materiale datorită inundațiilor din 1970 și 1975. După lucrările de reabilitare a albiei pârâului, din perioada anilor ’80, apele nu au mai ieșit din matcă.

## Cadrul natural
Solul predominant este brun de pădure podzolit (slab și mediu).

Iarna la Marin - Pădurea Grumii

Ecosistemele naturale și seminaturale ocupă un procent important din suprafața totală a satului. Acestea sunt în general de tip forestier și constituie habitatul natural pentru majoritatea speciilor de păsări și animale sălbatice care reprezintă fauna Marinului.
Speciile silvice dominante sunt gorunul, cerul și carpenul. Pe alocuri apar și alte specii de foioase. Pădurile, în suprafață de 196 ha, sunt amplasate în împrejurimile satului, în partea sudică, vestică și nordică. Distanța față de sat este foarte variabilă: dacă partea de vest se situează la aproape un kilometru de pădure, grupul de case de la “Muscănești” se află la liziera pădurii.
Ca întreg județul Sălaj, Marinul se încadrează în sectorul de climă continentală moderată. Masele de aer dominante sunt cele vestice, cu componentele lor sud-vestice și nord-vestice. Masele de aer nordice și nord-estice pătrund mai rar, ele fiind împiedicate de lanțul Carpaților Orientali.

## Denumire
La 1458, localitatea apare sub denumirea de Máron, 1497 – Maróny, 1733 – Marinul, 1760-1762 – Máron, 1850 – Márin, 1854 – 1918 – Máron, 1918 - prezent – Marin. Există cel puțin trei variante cu privire la etimologia cuvântului. Una dintre ele sugerează că denumirea ar fi inspirată de la zmeurișurile care existau pe colinele Marinului în vechime și care în limba maghiară se numesc „málnas”. Alte surse susțin că originea denumirii satului vine de la ungurescul “malom”, adică “moară”, însă niciun document nu atestă prezența vreunei mori în satul Marin. În sfârșit, cea de-a treia variantă evidențiază originea slavă a denumirii “marati”, cu sensul de “a murdări” făcându-se aluzie la solul negru argilos și lipicios caracteristic zonei.

## Scurt istoric. Populație
Prima atestare documentară a satului Marin apare la 1458. Acest an este însă departe de a putea indica momentul înjghebării lui ca o comunitate distinctă de oameni. În general, atestarea documentară a satelor este legată de intrarea lor în circuitul juridic al proprietății feudale garantate de stat. În cazul Marinului, cele mai vechi urme de locuire datează încă din neolitic – epoca pietrei șlefuite și perforate. Aici a fost descoperită o așezare neolitică în urma unor cercetări de suprafață efectuate în anul 1999. Situl se găsește în partea stângă a drumului Crasna-Marin, la aproximativ 1,5 km de Marin. La circa 0,4 m adâncime în sol a fost săpată o locuință în solul galben. Complexul se prezintă sub forma literei L. Parțial, locuința a fost săpată în steril, iar restul a fost ridicată pe tălpi de lemn. Pe latura sudică a complexului a fost surprinsă intrarea. În același loc, la adâncimea de 0,85 m în sol s-a găsit o construcție anexă, în formă dreptunghiulară, cu lățimea de aproximativ 1 m. În așezarea respectivă au fost descoperite câteva fragmente ceramice mărunte. Cele două complexe au fost încadrate din punct de vedere cronologic în perioada neolitică, însă materialul arheologic destul de sărac îngreunează o încadrare foarte riguroasă.
În anul 1969, cercetările colectivului de specialiști de la Muzeul de Istorie și Artă din Zalău scot la suprafață, pe teritoriul Marinului, vestigii istorice aparținând civilizației dacice  . La circa 1300 m spre vest de centrul satului Marin se află dealul numit „Dâmbul Lăcuțului”. De pe vârful acestui deal au fost culese câteva fragmente ceramice și bucăți de chirpici. Fragmentele ceramice, lucrate cu mâna și ornamentate cu brâu alveolar și un fragment de fructieră lucrat la roată dintr-o pastă fină cenușie, nisipoasă, aparțin civilizației dacice clasice (sec. III-IV d. Hr).
În “Campania 2000” a Muzeului de Istorie și Artă din Zalău s-au găsit, în vatra veche a satului, pe șes, fragmente ceramice care țin de o locuire. Cercetătorii zălăuani susțin că satul s-ar putea să fi fost distrus de tătari, în invaziile acestora din sec. XIII .
Anul 1458, când apare prima informație scrisă despre existența satului Marin, coincide cu urcarea pe tronul Ungariei a regelui Matei Corvin, fiul lui Iancu de Hunedoara. Cei dintâi proprietari latifundiari ai satului Marin atestați documentar au fost membrii familiei Bánffy . La 11 martie 1458, regele donează Marinul pentru „veșnicie” lui Bánffy Ștefan și fiilor acestuia (Ladislau, Ioan, Gheorghe, Andrei și Mihai); pe urmă, Martin de Nușfalău, fiul lui Mihai Bánffy primește moșia și satul Marin pentru serviciile de credință aduse. În 1497, Bánffy Ladislau dă Marinul în schimbul unei moșii din alt comitat lui Bánffy Ioan.
În anul 1508, personalități de seamă sunt nominalizate ca stăpâni ai satului Marin și anume: Bánffy János, Bathory Ștefan și Bánffy Sofia. Cea din urmă devine stăpână pe un sfert de moșie. Bathory Ștefan și Bánffy János, având motive temeinice, oferă ca și cadou moșia Marinului călugărilor de la Mănăstirea din Nușfalău, în schimbul unor obligații liturgice. Aceștia au primit odată cu moșia și dreptul de paloș, adică dreptul de a condamna la moarte pe domeniul lor. Această donație a fost confirmată la 3 mai 1530 de regele Ioan Zápolya. La data de 22 mai 1530, conventul din Cluj-Mănăștur întabulează moșia Marinului călugărilor de la Nușfalău. Regina Elisabeta îi scutește pe iobagii din Marin de dări față de călugări. Aceeași sursă precizează că “în 1566, regele Ioan al II-lea cedează o parte a moșiei Marinului, baronului Bánffy Ștefan. La 3 mai 1563, regele Mathia dă Marinul, Bathoreștilor. Mănăstirea o dăduse mai înainte”.
Voievodul Transilvaniei, Bathory Ștefan (1571-1575) încheie un contract, în anul 1571, cu Bathory Kristóf, baronul Bánfi Lupu și Bánffy Kristóf, cu privire la împărțirea moșiei Marin. În 1575, se menționează că Nagy Petru de Cuzdrioara (localitate lângă orașul Dej) se împotrivește împărțirii acestei moșii baronului Bánfi Paul.
Primul document istoric care se referă în mod expres la satul Marin este “Vechiul privilegiu al libertății” de la 1539 .“Privilegiul” sau ”libertatea” colonilor din Marin, cuprinse în acest act, nu sunt altceva decât stabilirea sau restabilirea sarcinilor feudale ale acestora. El indică progresul pe care îl fac sarcinile feudale, creșterea și extinderea obligațiilor de lucru asupra satelor românești.
În Urbariul Domeniului Șimleu de la 1594 se amintește că, în toamna acelui an, domeniul Șimleului cuprindea 50 de localități dintre care două sunt târguri (Șimleu și Crasna). Din cele 48 de sate, 37 erau românești și aveau organizare proprie, instituții specifice, voievozii și crainicii lor. Satul Marin avea în frunte pe voievodul Pavel (Paal Waida). Voievodatul cuprindea doar satul Marin și era înscris cu 47 de supuși. Studiile făcute de Wolf (1983) arată că, în 1571 a intervenit o înțelegere între Volfgang și Cristofor Bánffy pe de o parte, și Ștefan IV și Cristofor Báthori pe de altă parte, prin care primii au cedat partea lor de moșie împreună cu bunurile aparținătoare din Marin, în schimbul mănăstirii din Nușfalău. În urma acestei înțelegeri, se pare că întreaga moșie a Marinului a intrat în posesia Báthoreștilor. Așa se explică faptul că, în urbariul din 1594 această moșie apare ca "integra possessio". .

Marinul (Máron) în Harta Iosefină, 1769-1773

În secolul al XVII-lea, informațiile cu privire la proprietarii latifundiari ai Marinului sunt destul de sărace. În anul 1648, Marinul este proprietatea lui Rákócyi. Din scrisoarea de învoială încheiată la Cluj în anul 1671, rezultă că moșia Marinului a fost vândută, cu drept de răscumpărare, de către Deak Thobias lui Szabó Ștefan de Beiuș. Dintr-o scrisoare a lui Dionisie Bánffy din 28 noiembrie 1674, cunoaștem câteva din moșiile stăpânite de el, printre care și Marinul, ca posesiune întreagă, alături de Aghireș și Peceiu. După executarea lui Bánffy, acuzat de conspirație, moșiile lui au fost confiscate de fisc și au fost administrate de oficialii lui Apafi. Alteori, moșia Marinului a fost stăpânită de doi sau chiar trei proprietari. În 1677, o parte a moșiei este întabulată pe văduva lui Bánffy Dioniosie și Bornemissza Ecaterina. Din urbariile domeniului Șimleu, de la 1658 și 1671, rezultă că domeniul cuprindea două târguri (Șimleu și Crasna) și 33 de sate. Majoritatea satelor sunt cuprinse în voievodate. Marin se găsea în voievodatul Petru Lupșa, iar numărul persoanelor înscrise în urbariu era de 26 în 1658, respectiv 21 în anul 1671.

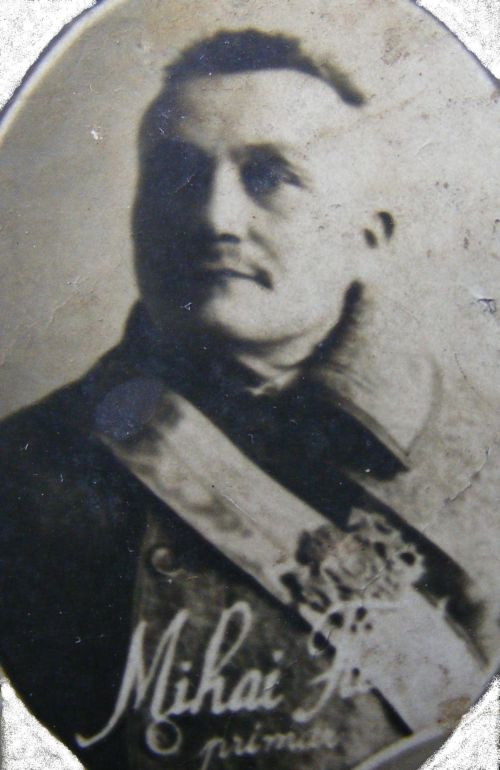
Mihai Flonta - primarul comunei Marin (1935)

În „Schița monografică a Sălagiului”, apărută în 1908 se menționează despre Marin următoarele: "…este sat românesc, așezat în partea de miazăzi a comitatului. În scrisorile vechi aflăm că, pe la anul 1708, oamenii din acest sat și-au lăsat vetrele și s-au împrăștiat trecând peste Meseș în Ardeal. Tot gol era satul și prin 1715 și numai la 1720 se aflau 11 fumuri, dar și acelea toate erau ungurești. La 1733 apoi aflăm și 16 familii românești.Aceste informații nu sunt confirmate însă de conscripția Comitatului Crasna din iunie 1720, unde Marinul figurează cu un total de 87 de gospodării, dintre care 64 aparțineau iobagilor, iar 23 jelerilor. Se consideră că cel de-al doilea document oferă mai multă credibilitate, deoarece se bazează pe date oficiale și nu doar pe câteva scrisori “vechi” ca și monografia scrisă la începutul secolului XX.
În 1759, ca și stăpâni nominalizați ai Marinului, au fost Bánffy Francisc și Bánffy Boldijar care au împărțit moșia în două părți egale. Informațiile despre localitățile din domeniul Șimleu se referă și la Marin, când directorul tezaurului (un fel de ministru de finanțe al Transilvaniei), pe baza documentelor prezentate, confirmă dreptul lui Bánffy Lupu, consilier guvernamental și președinte al tablei regale, de a stăpâni moșia Marin.
În anul 1785, din tabelele urbariale se constată că moșia Marinului avea 8 stăpâni, cel mai mare număr de iobagi și jeleri (12) deținându-i Gyorghy Bánffy. La acea dată, numărul caselor din Marin era de 60, numărul familiilor de 66, iar totalul populației era de 436 de persoane.
În legătură cu proprietarii satului Marin din sec. XIX: În 1808 au fost recenzați membrii familiilor nobile, a proprietarilor, groful Bánffy și baronul Bánffy din Marin. În total au fost 7, în mâna cărora erau în total 51 de sesii iobăgești vechi și 17 sesii iobăgești noi. Cele mai multe sesii le avea groful Bánffy Gyorghy (13 vechi și 5 noi). Baronul Bánffy János avea 13 vechi.
Mărinanii au fost implicați și în mișcarea memorandistă din 1892, prin preotul din Marin, Laurențiu Sima, care a fost desemnat delegat la Conferința națională a românilor din Austro-Ungaria, din partea cercului electoral Zalău. Ședința s-a desfășurat la Sibiu și a avut drept obiectiv principal discutarea proiectului Memorandumului.
În primul război mondial au fost mobilizați 134 de bărbați din Marin, dintre care 18 au murit pe front, cinci s-au reîntors acasă ca invalizi, iar doi au dispărut. Numărul văduvelor de război a fost de 11, iar cel al orfanilor din Marin, rezultați din marea conflagrație, a fost de 27.

Grup de refugiati din Marin - 1943 (pe verso – stampila cu – Foto “Stela”, Calea Dorobanti 89, Bucuresti)

La data de 4 noiembrie 1918, în Marin izbucnește o revoltă populară. Instigatori au fost soldații întorși de pe front și din prizonierat care au răspândit vestea că “… la Cluj și la Pesta a izbucnit revoluția. Soldații sparg vagoanele și fiecare duce acasă ce găsește, ce îi cade în mână” . În Procesul verbal încheiat la judecătoria de plasă din Crasna, încheiat în 15 nov. 1918, sunt consemnate, momentul izbucnirii revoltelor, devastarea locuinței notarului cercual din Bănișor și jefuirea fermei lui Ketheli Istvan din Valea Ratinului. Au fost anchetați 17 mărinani părtași la “acțiunile revoluționare din toamna anului 1918” . Revolta a fost înăbușită de către jandarmii latifundiarului Ketheli din Boghiș, iar un mărinan a fost împușcat mortal (Chirilă Petru a Sferdii).
În părțile centrale ale comitatului Sălaj, organizarea consiliilor și gărzilor naționale – noile organisme politice și militare pur românești – a început pe data de 10 noiembrie 1918. Sarcina acestora era de a asigura pe plan local restabilirea și menținerea liniștii și ordinii publice în perspectiva instalării iminente a autorităților românești, în condițiile presiunilor exercitate de autoritățile maghiare. În Marin, cele două organizații sunt constituite la data de 23 noiembrie 1918. Adunările de constituire au fost convocate și prezidate de cetățeanul Dragoș Ioan din Marin, în prezența “exmisului” CNRC din Arad – Vasile Caba. Consiliul Național Român (CNR) și Garda Națională Română (GNR) nou formate “au depus jurământul pentru România”. CNR din Marin avea 12 membri, iar GNR avea 40 de membri. .
La Marea Unire din 1918 de la Alba Iulia, documentele vremii consemnează și prezența a trei mărinani.

Cel de-Al Doilea Război Mondial a curmat viețile a 23 de bărbați din Marin. În 1943, prin Ordonanța prim-pretorului din plasa Crasna 149 de țărani din Marin și din alte sate din zonă au fost obligați să se prezinte la lucru în cariera de piatră aparținând întreprinzătorului Arpád János. În perioada ocupației horthyste, zeci de mărinani s-au refugiat în România, în special în București 

în cinstea eroilor căzuți în cele două războaie mondiale

În cinstea eroilor din Marin căzuți în cele două războaie mondiale, în vara anului 1976 a fost ridicat în centrul satului “Monumentul eroilor”. Dezvelirea monumentului a avut loc la data de 25 octombrie 1976, de Ziua Armatei.
În anul 1930, Marinul totalizează 913 persoane, dintre care 902 români, un ungur și 10 evrei. Ultimul recensământ, din anul 2002, arată că în Marin sunt 412 clădiri de locuit; totalul populației este de 995 persoane, dintre care 507 de sex masculin, iar 488 de sex feminin

## Biserica și religia

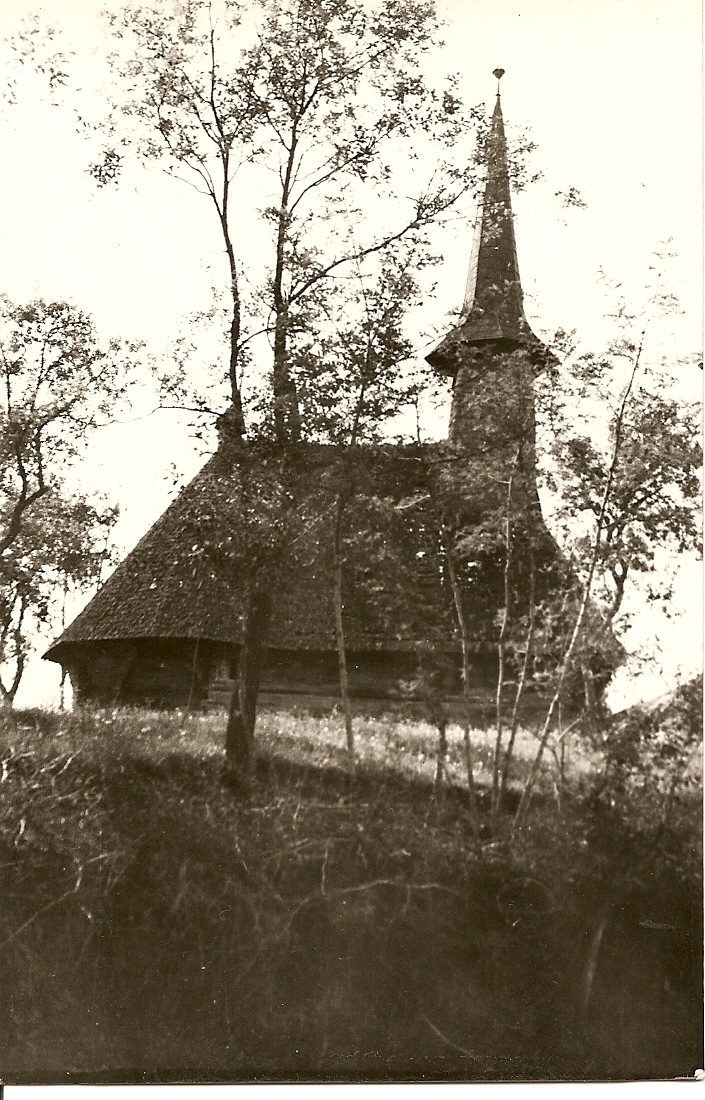
Biserica de lemn din Marin, greco-catolică, sfinţită în anul 1780 şi demolată în 1967

Schiţa unui fragment de pridvor de la biserica de lemn din Marin, judeţul Sălaj

Cel mai vechi locaș de cult din Marin datează de la 1598 și era din lemn. Pe clopotul bisericii din lemn demolate în 1967, scria “1598 Provnit me fecit, 1598 Lemniu”. Din păcate, Biserica de la 1598 n-a lăsat posterității, în niciun fel, imaginea sa. De la localnici nu s-a putut afla decât că semăna cu cea din Letca, o localitate din județul Sălaj. Așa se precizează într-un studiu publicat în Buletinul monumentelor istorice, din anul 1971. Localnicii din Marin însă nu știu, de la înaintașii lor, decât de existența a două biserici dispărute: una de cărămidă și una de lemn construită în anul 1780 și dărâmată în 1967. Pictura interioară a bisericii de lemn a fost finalizată în anul 1824. În ceea ce privește biserica de zid, numită „biserica ungurească”, nu există izvoare scrise. Această informație s-a transmis doar pe cale orală. Până în urmă cu câteva decenii, pe locul fostei biserici se mai găseau încă fragmente de cărămidă și de țiglă. Foarte probabil ca această biserică să fi fost înaintea bisericii de lemn de la 1598.
De-a lungul istoriei sale, religiile predominante în Marin au fost două: ortodoxă și greco-catolică. Evoluția numărului de enoriași rezultă atât din recensămintele autorităților seculare cât și din șematismele diecezelor.
În conscripția din anul 1720, Marinul nu apare înregistrat nici cu preot nici cu învățător. În decembrie 1725 apare în evidențe un preot ortodox care avea doi copii. Nu se găsesc mențiuni cu privire la anul trecerii Marinului la greco-catolicism și nici la modul cum s-a realizat aceasta.
Documentele referitoare la Revoluția de la 1848 arată că, autoritățile maghiare au luat clopotele bisericilor din comitatul Crasna pentru a le transforma în tunuri. Biserica greco-catolică din Marin a predat clopotul în greutate de 20 de funzi care a fost transportat alături de cele 36 de clopote luate de la alte biserici din comitat. La fel s-a întâmplat și în 1917 când autoritățile maghiare au ridicat unul dintre cele două clopote de la biserica din Marin.
Șematismul Diecezei Greco-Catolice de Gherla din 1867 arată că, în parohia Marin există o biserică de lemn cu hramul “Sfinții Mihail și Gavril”. Tot aici se precizează că matricolele bisericești se țin în Marin din 1824, în sat există o școală de lemn cu 39 de școlari, preot paroh este Sacota Ioan (născut în 1799, hirotonit în 1822), iar cantor este Sacota Alexandru.

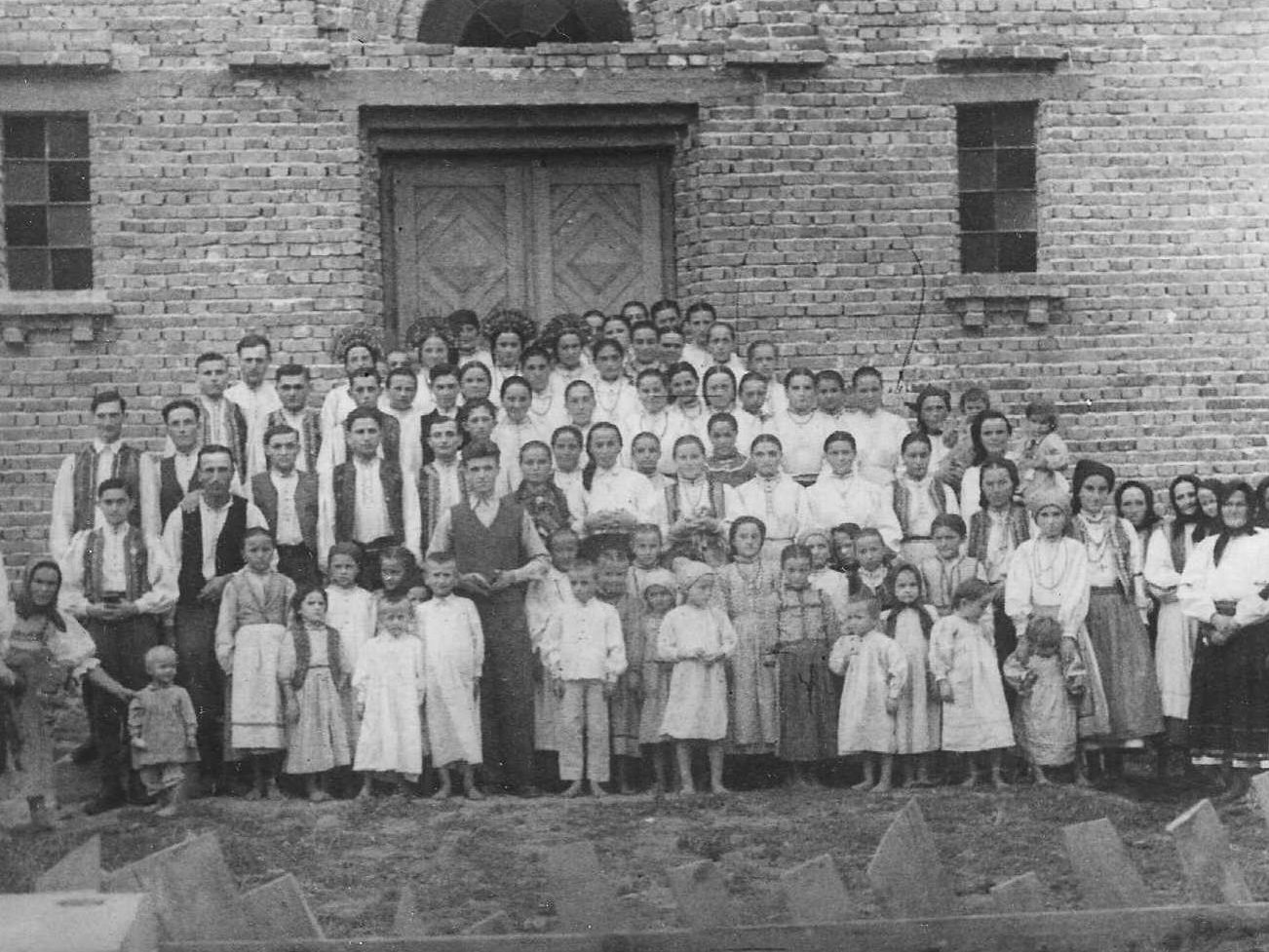
1951. Grup de credincioși în fața bisericii "Sf. Mihail și Gavril", după Sf. Liturghie

Biserica Ortodoxă “Sfinţii Mihail şi Gavril” din Marin, judeţul Sălaj (2008)

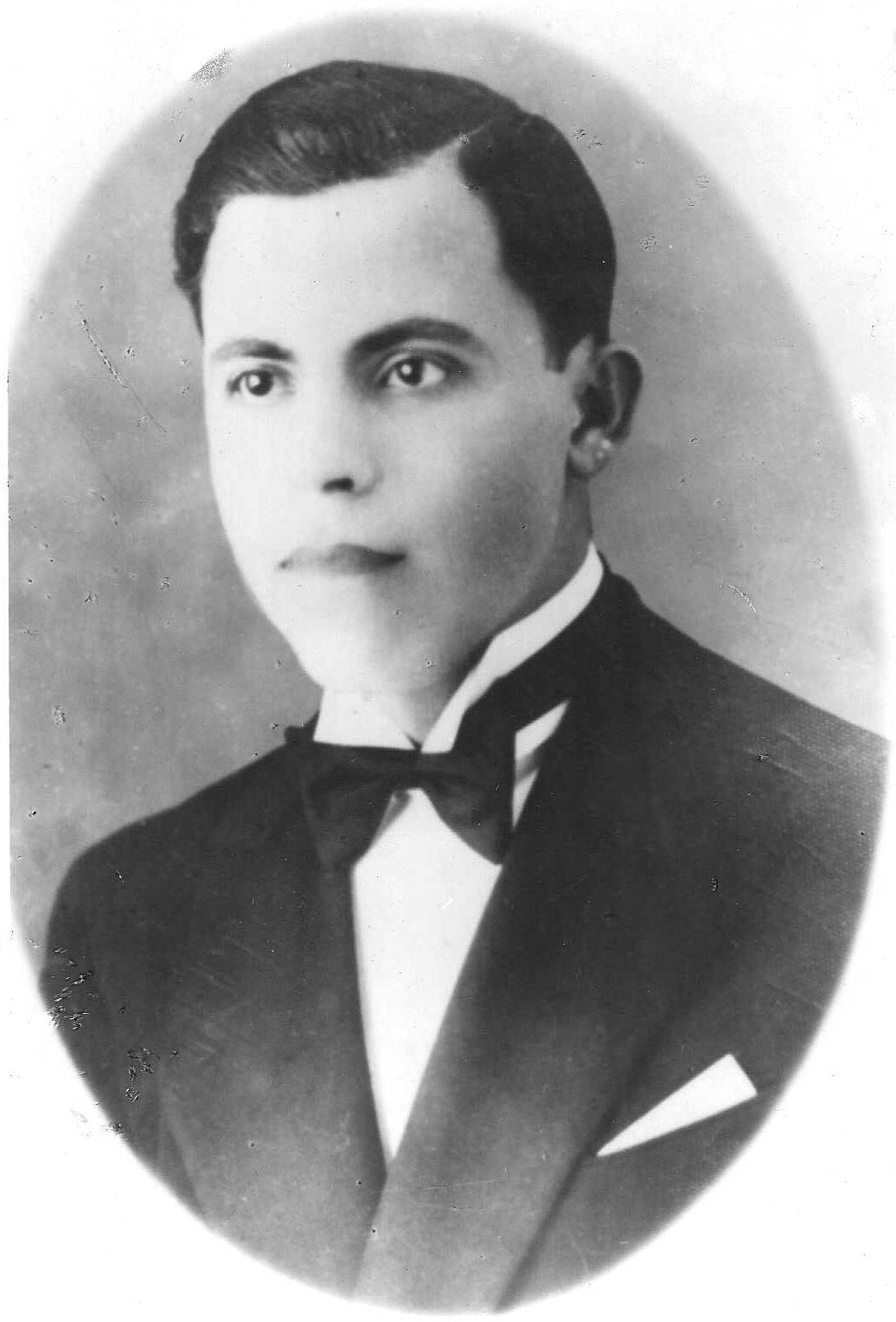
Preotul martir Ilie BORZ (1912-1954) - Marin, Sălaj

Recensământul din 1857 arată că din totalul de 543 de mărinani, 537 erau greco-catolici, unul era ortodox, iar cinci erau de religie mozaică. În 1880, găsim în Marin 475 de români, nouă maghiari, un german și 12 persoane cu limbă maternă necunoscută. După religie apar 488 de greco-catolici și nouă israeliți. În anul 1900, din cele 577 de persoane 561 sunt de naționalitate română, iar 16 de naționalitate germană; după religie sunt 561 de greco-catolici și 16 israeliți. În anul 1910 populația Marinului este de 702, după cum urmează: 689 români, un maghiar, 12 germani; 689 greco-catolici, un reformat, un evanghelic și 11 israeliți. Din cei 913 mărinani, care formau populația satului în anul 1930, trei erau ortodocși, 899 greco-catolici, un romano-catolic și 10 mozaici. În recensămintele care au urmat, centralizările s-au făcut pe total comună, iar în perioada comunistă nu apar informații cu privire la religia cetățenilor chestionați. În aprilie 1940, în Marin apar 1199 de români și 10 evrei.
În anul 1947 curatoratul bisericii sub conducerea preotului greco-catolic Miron Biluca hotărăște să înceapă construcția bisericii de cărămidă, iar în toamna anului 1948 se înalță crucea pe turla bisericii, în cadrul unei festivități solemne deosebite.
Prin Decretul 358 din 1 decembrie 1948 al statului comunist Biserica Română Unită cu Roma, Greco-Catolică a fost scoasă în afara legii, iar bunurile ei au fost trecute fie în proprietatea statului, fie în proprietatea Bisericii Ortodoxe. În aceste condiții mărinanii au devenit ortodocși în majoritate covârșitoare. Greco-catolicii din Marin au fost nevoiți să activeze în ilegalitate timp de 41 de ani. Ei erau în majoritate credincioși din ordinul terțiar franciscan, înființat de preotul Miron Biluca.
Biserica greco-catolică din Marin a dat și un preot martir, Ilie Borz, care a refuzat să-și lepede credința și astfel a murit maltratat și schingiuit în închisoarea politică de la Aiud, în anul 1952. Martiriul părintelui Borz este consemnat în mai multe cărți document despre persecuția Bisericii Greco-Catolice: „Biserica furată” și „Persecuția Bisericii Unite” de Alexandru Rațiu, „Istoria Bisericii Universale și a Bisericii Românești”, de I. M. Bota, „Istoria marii prigoane contra Bisericii Unite cu Roma, Greco-Catolice, între anii 1948-1998” și „Martirologiul românesc” vol. I, de A. Moisin. Pe monumentul „Calvarul Aiudului”, înălțat pe Dealul Robilor din orașul Aiud, pentru victimele comunismului, figurează și numele părintelui martir Ilie Borz. În anul școlar 1937-1938, studentul teolog I. Borz a fost învățător suplinitor la școala din Marin.

21 noiembrie 1998. Sfințirea Bisericii Greco-Catolice din Marin

În anul 1967 biserica de lemn din Marin a fost demolată. După plecarea preotului Miron Biluca din Marin, în 1951, la altarul noii biserici din Marin au slujit următorii preoți: Deac Ioan (1951-1952; 1955), Țolescu Ioan (1953-1954), Cazacu Palade (1956-1958), Mosora Ștefan (1958-1959), Roxin Coriolan (1959-1962), Gorea Teodor (1963), Zamfirescu Constantin (1964-1965), Ghiuruțan Gheorghe (1966-1984), Ardelean Ioan (1985-2002), Ardelean Petru (2002-prezent).
Biserica Ortodoxă din Marin a fost restaurată, iar infrastructura îmbunătățită. În curtea bisericii a fost construită o capelă în care se țin sfintele liturghii cu diverse ocazii, atunci când vremea permite.

Biserica Greco-Catolică din Marin “Intrarea în Biserică a Preacuratei Fecioare Maria” (2008)

Biserica română unită (greco-catolică) a fost reînființată și reorganizată imediat după Revoluția din Decembrie 1989. Liturghiile s-au celebrat în condiții improprii, în casa profesorului Petru Maxim și a soției Onița, timp de aproape nouă ani. În 1996 a fost sfințit locul pentru construcția unei noi biserici, iar pe data de 21 noiembrie 1998 a fost sfințită biserica unită din Marin, cu hramul “Intrarea în Biserică a Preacuratei Fecioare Maria”. De menționat faptul că, deși reapariția greco-catolicilor în anii ‘90 a fost privită cu rezerve și chiar cu ostilitate de către unii săteni, ulterior relațiile enoriașilor din cele două culte au intrat în normalitate. Adică ajutor, colaborare și respect reciproc. La multe evenimente, slujitorii altarului de la cele două biserici servesc împreună, iar credincioșii participă la numeroase acțiuni comune legate de biserică.

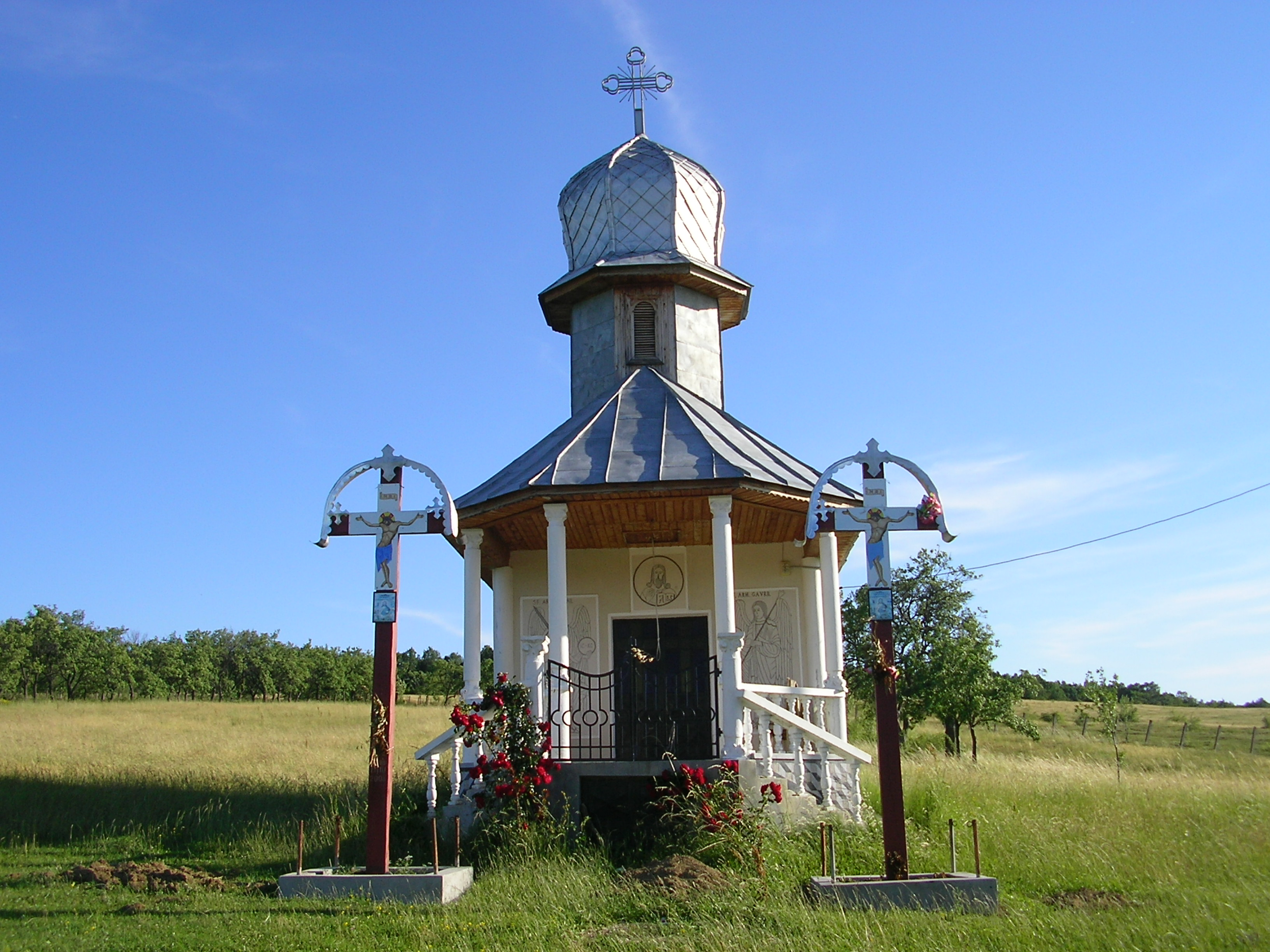
Capela din cimitirul satului Marin, judeţul Sălaj

Începând cu anul 1990, au slujit la altarul Bisericii Române Unite din Marin următorii preoți: Grigore Ardelean, Iulian Cupșa, Iosif Szabo, Iosif Balint (1990-1992), Alexandru Duma (1992), Petru Peștean (1992-1994), Liviu Marian (1994-2004), Mircea Ardelean (2004-2006), Mihai Șofineți (2006-prezent).
În toamna anului 2001 a fost finalizată și sfințită capela din cimitirul satului.
La Biserica din Marin au fost cărți vechi bisericești de mare valoare, care au fost transferate spre păstrare, în perioada comunistă, depozitului CRV din Șimleu-Silvaniei: Cazanii, Rîmnic, 1748; Strastnic, 1753; Evanghelie, Blaj, 1765; Penticostarion, Blaj, 1768; Minei, 1781; Apostol, Blaj, 1814.
În anul 1997, în Marin s-a înființat și o casă de rugăciune baptistă.
Situația populației stabile din Marin, după religie și naționalitate, o regăsim și în recensămintele de după 1990. Astfel, în anul 1992, cele 1.199 de persoane cu domiciul stabil în Marin sunt în totalitate de naționalitate română. Statisticile din anul 2002 consemnează și religia populației stabile din Marin; din totalul de 995 de cetățeni (populație stabilă) – 895 ortodocși (89,9%), 97 greco-catolici (9,8%), doi baptiști (0,2%) și un penticostal (0,1%).

## Învățământ
Cea mai veche mențiune scrisă despre învățământul din Marin este din anul 1830, când aici exista o școală confesională greco-catolică, cu o singură sală de clasă. Cu siguranță, începuturile învățământului din sat sunt mult mai îndepărtate. Copiii iobagilor învățau scrisul, cititul și cântări bisericești, iar învățător era cantorul din sat.

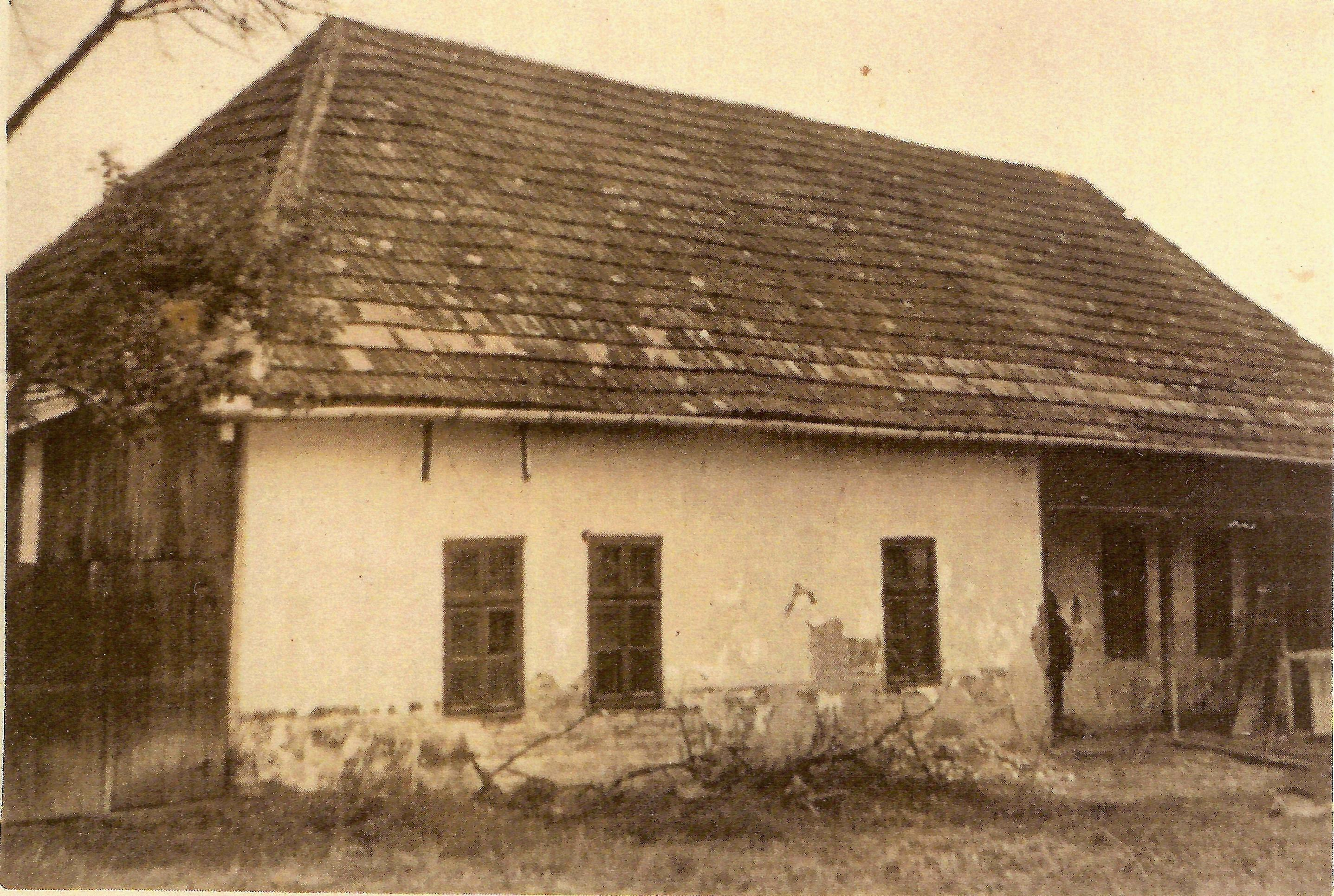
Şcoala veche din Marin construită în anul 1909 şi demolată în anii ‘70

Șematismul Episcopiei Greco-Catolice de Cluj-Gherla din anul 1867 arată că, în acel an, la școala confesională din Marin, învățător era cantorul Alexandru Sacota. Numărul locuitorilor din sat era de 538 de persoane, iar școala, construită din lemn, era frecventată de 29 de elevi. În anul 1870, învățătorul Sacota este înlocuit de un alt învățător-cantor, pe nume Ioan Herț, care va rămâne aici până în 1894, când sosește în Marin primul învățător calificat, absolvent de Gherla, Dimitrie Oros. El va activa aici până în anul 1920. A fost un dascăl foarte activ și competent, cu o activitatea extraprofesională bogată. Dimitrie Oros este membru fondator al revistei „Gazeta învățătorului” din Șimleu-Silvaniei. După plecarea învățătorului Oros din Marin, școala rămâne fără dascăl până în 1922, când inspectoratul școlar îl numește pe cantorul Galea Petru ca învățător, pentru o perioadă de doi ani, până la venirea unui absolvent al Școlii Normale din Focșani, Dragomir Petculescu. Tânărul Petculescu rămâne aici doar în anul școlar 1924-1925, după care este luat în armată. Urmează învățătoarea suplinitoare Elena Oros (anul școlar 1926-1927), apoi Lucreția Chira (1927-1928). În următorul an școlar, 1928-1929, Petculescu revine la post, iar la Școala din Marin se înființează un al doilea post de învățător. Astfel, învățătorul-director D. Petculescu va fi secondat de Lucreția Chira. La sfârșitul anului școlar 1931-1932, învățătorul Petculescu este transferat din Marin la Școala din Botârlău, județul Putna.
Învățământul interbelic a cunoscut o oarecare îmbunătățire și în Marin, el bazându-se pe Legea învățământului din 1924. Această lege prevedea, printre altele, gratuitatea și obligativitatea învățământului de 7 ani. Din păcate însă condițiile materiale precare nu permiteau punerea în aplicare a prevederilor legale. Cu toate progresele făcute în această perioadă, numărul neștiutorilor de carte era foarte mare. La recensământul din 1930, din totalul de 913 persoane, 698 aveau vârste de peste șapte ani. Dintre acestea, 182 erau știutoare de carte (28,8%) - una avea pregătire universitară, patru instrucție secundară, iar restul au frecventat doar școala primară. Numărul analfabeților era de 435, ceea ce reprezintă 62,3% din populația de peste șapte ani. Cursurile se țineau în localul construit în anul 1909.

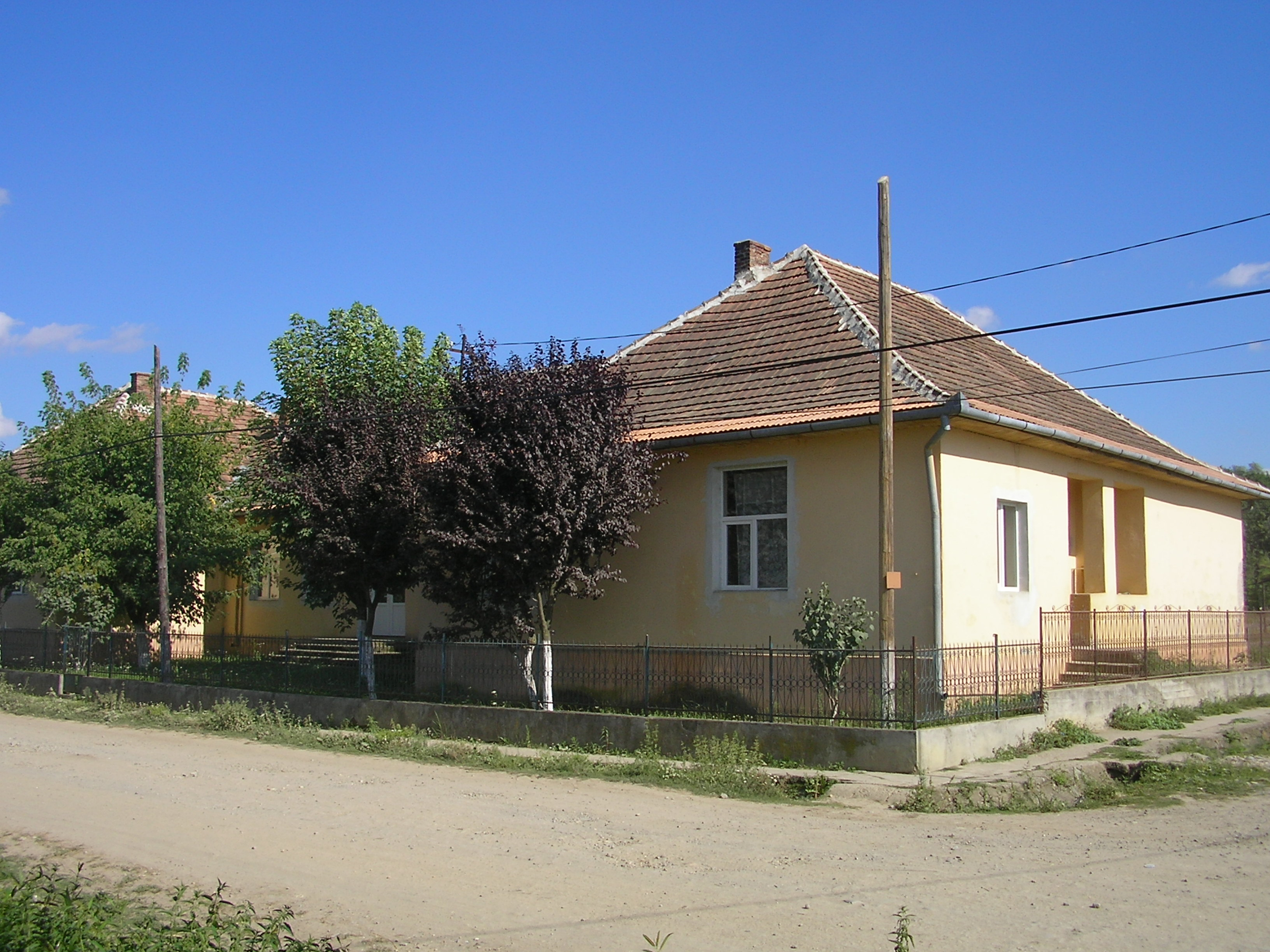
Şcoala Generală din Marin în anul 2008

În perioada dictaturii hortyste (1940-1945), Școala din Marin își adaptează programa școlară noilor condiții impuse. La data de 16 octombrie 1944, satul Marin este eliberat de sub ocupația hortysto-fascistă, iar în anul școlar 1944-1945 se revine la învățământul oficial în limba română. În acest an școlar sunt înscriși 201 elevi, dintre care 173 în clasele I-IV, iar 28 în clasele V-VIII. Școala din Marin funcționează cu două posturi, învățător-director fiind Nicolae Diaconiță, iar pe postul al –II– lea învățătoarea Paraschiva Tătar care a predat și în perioada anterioară, alături de înv. Burnea Alexandru.
Ca urmare a creșterii numărului de elevi, în anul 1946-1947 se aprobă înființarea celui de-al treilea post de învățător, în persoana suplinitorului Biluca Miron.

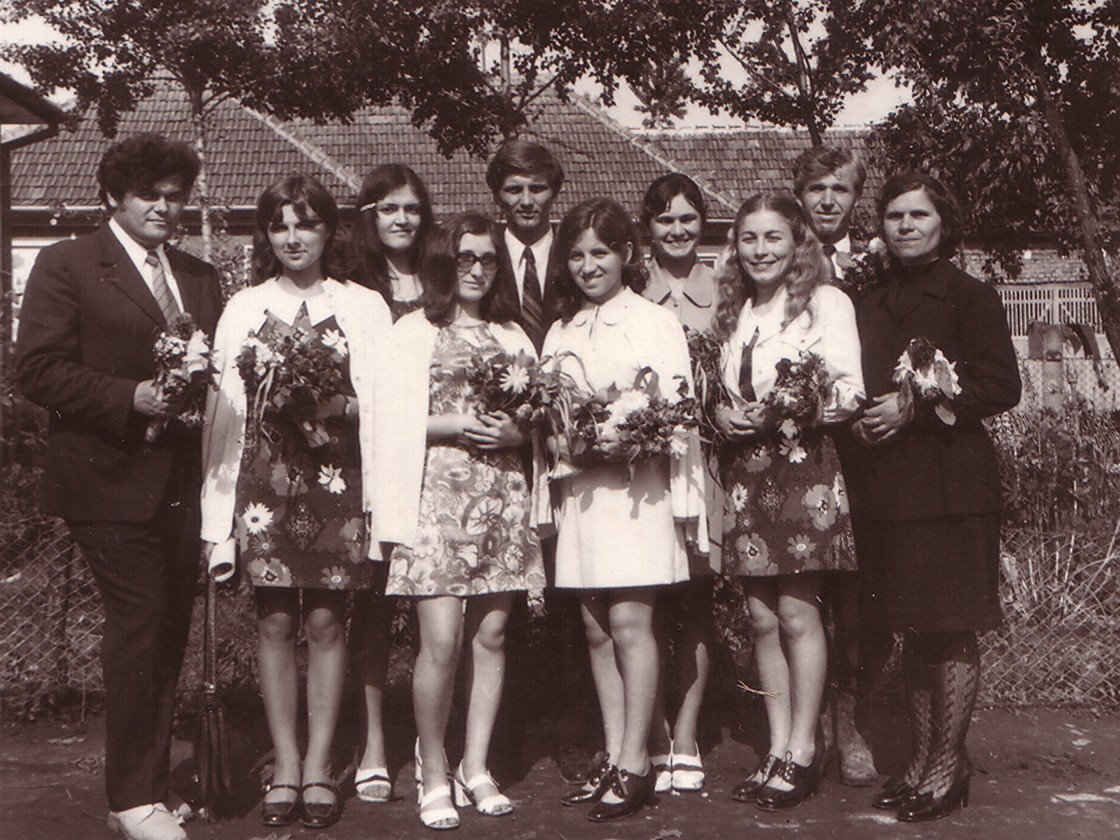
Grup de dascăli din Marin, în prima zi de școală - 1973

La data de 3 august 1948, prin reforma învățământului, este desființat învățământul confesional. Numărul tot mai mare de elevi impune înființarea celui de-al IV-lea post de învățător în sat, în anul școlar 1949-1950. Învățător-director era Dumitru Meseșan. Clasele V-VII funcționau la Bănișor, unde sunt înscriși și absolvenții claselor primare din Marin. Începând cu anul 1956, învățământul de șapte ani devine obligatoriu. În anul școlar 1956-1957 este numit cel de-al V-lea învățător în sat, iar în anul școlar 1959-1960 la Școala din Marin apare și clasa a-V-a. În aceste condiții, procesul de învățământ se desfășoară în condiții tot mai improprii și mai dificile. De aceea, autoritățile vremii au sprijinit mărinanii în construirea unui nou locaș de învățământ care funcționează și astăzi. În toamna anului 1960 încep cursurile în noua clădire, iar în anul 1961-1962, Școala din Marin a dat prima promoție de absolvenți a șapte clase generale. Directorii care și-au adus aportul la ridicarea noului locaș de învățământ au fost, Dumitru Meseșan (1949-1962) și Vespasian Onac (1962-1964).
Destinele Școlii Generale din Marin au fost conduse ulterior de următorii profesori: Cristuțiu Ioan (1964-1974; 1988-1989; 1990-1997), Maxim Petru (1974-1975; 1980-1988; 1989-1990), Marian Ioan (1975-1976), Morar Ioan (1976-1980), Goron Grațian (1997-2000), But Florica (2000-2006), Sârbu Daniela (2006-2007), Tărău Simona (2007-2008) și Flonta Maria (2008-prezent).
Astăzi, Școala Generală din Marin numără 83 de elevi, dintre care 36 în ciclu primar, iar în ciclu gimnazial 47. Corpul didactic este format din trei învățători și șase profesori. În toamna anului 2007, prin grija Primăriei Crasna, școala s-a modernizat substanțial prin introducerea apei curente și a sistemului de încălzire centrală, prin schimbarea ușilor și geamurilor. În anul 2005, biblioteca s-a îmbogățit cu 2153 volume, prin programe de finanțare publică și alte surse. Școala are un cabinet de informatică cu zece calculatoare de ultimă generație și este conectat la internet.

## Activități culturale și sportive
În Marin, cele mai intense acțiuni culturale și sportive s-au desfășurat în anii ’80. După darea în folosință a actualei școli din Marin (1960), vechea școală s-a transformat în sediul CAP-ului, magazin sătesc și cămin cultural. Căminul cultural și magazinul sătesc au funcționat în paralel câțiva ani. În anul 1979 începe activitatea la noul cămin cultural, unde sunt amenajate și câteva săli pentru grădinița din sat.

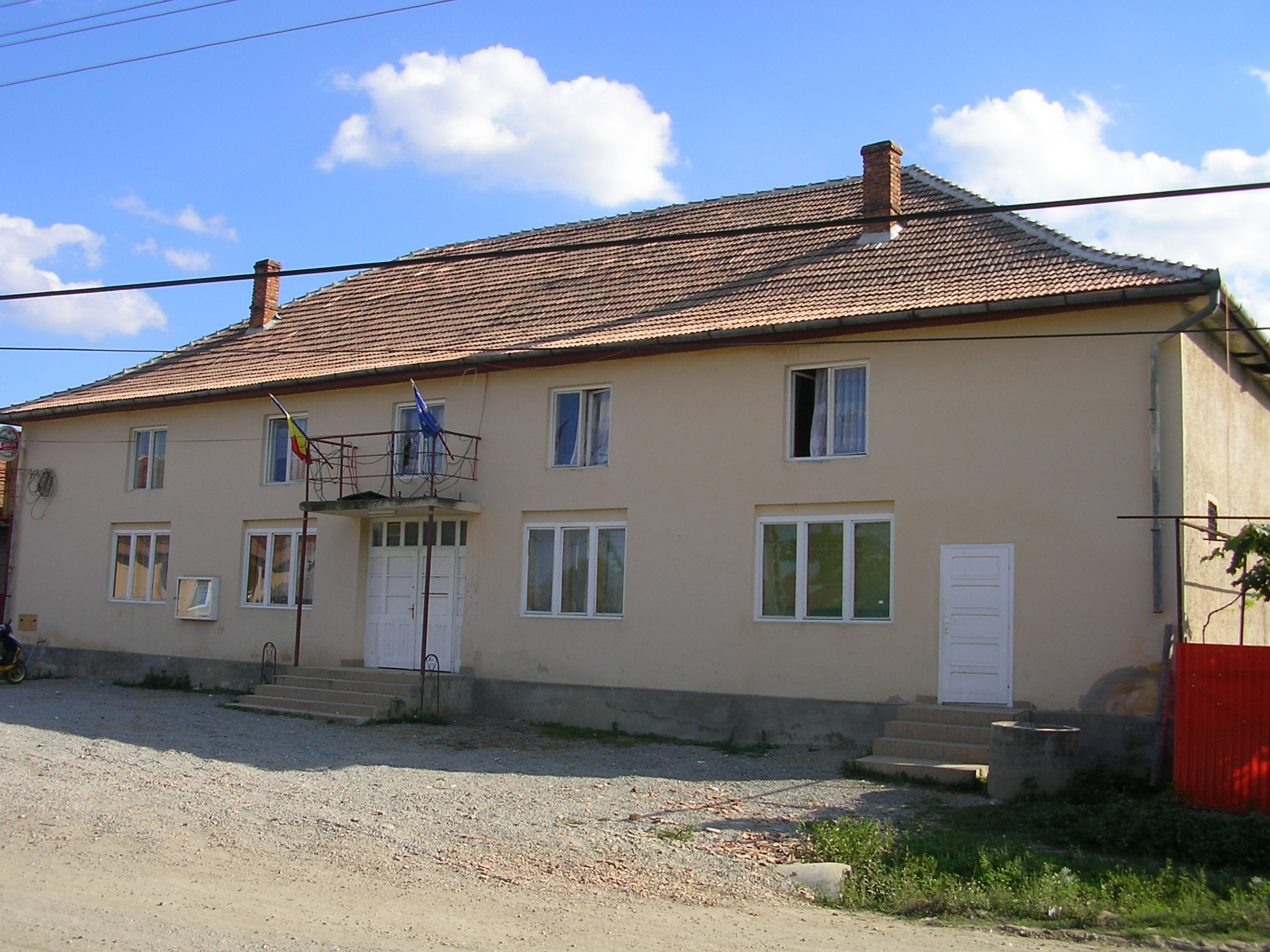
Căminul Cultural din Marin, judeţul Sălaj

O vreme, clădirea îndeplinea și rolul de cinematograf sătesc. În anii ’80, la Căminul Cultural din Marin, s-au desfășurat multe activități artistice, în cadrul Festivalului “Cântarea României”. Cadrele didactice de la școală, dar și foarte mulți săteni, s-au organizat în grupuri de colindători, grupuri vocale și formații de dansuri populare. Cu aceste ocazii, s-au pus în valoare costumele populare, cântecele și dansurile populare tradiționale din Marin. În albumul “Artă populară din Sălaj" este prezent costumul femeiesc din Marin, dovadă a valorii și unicității sale.

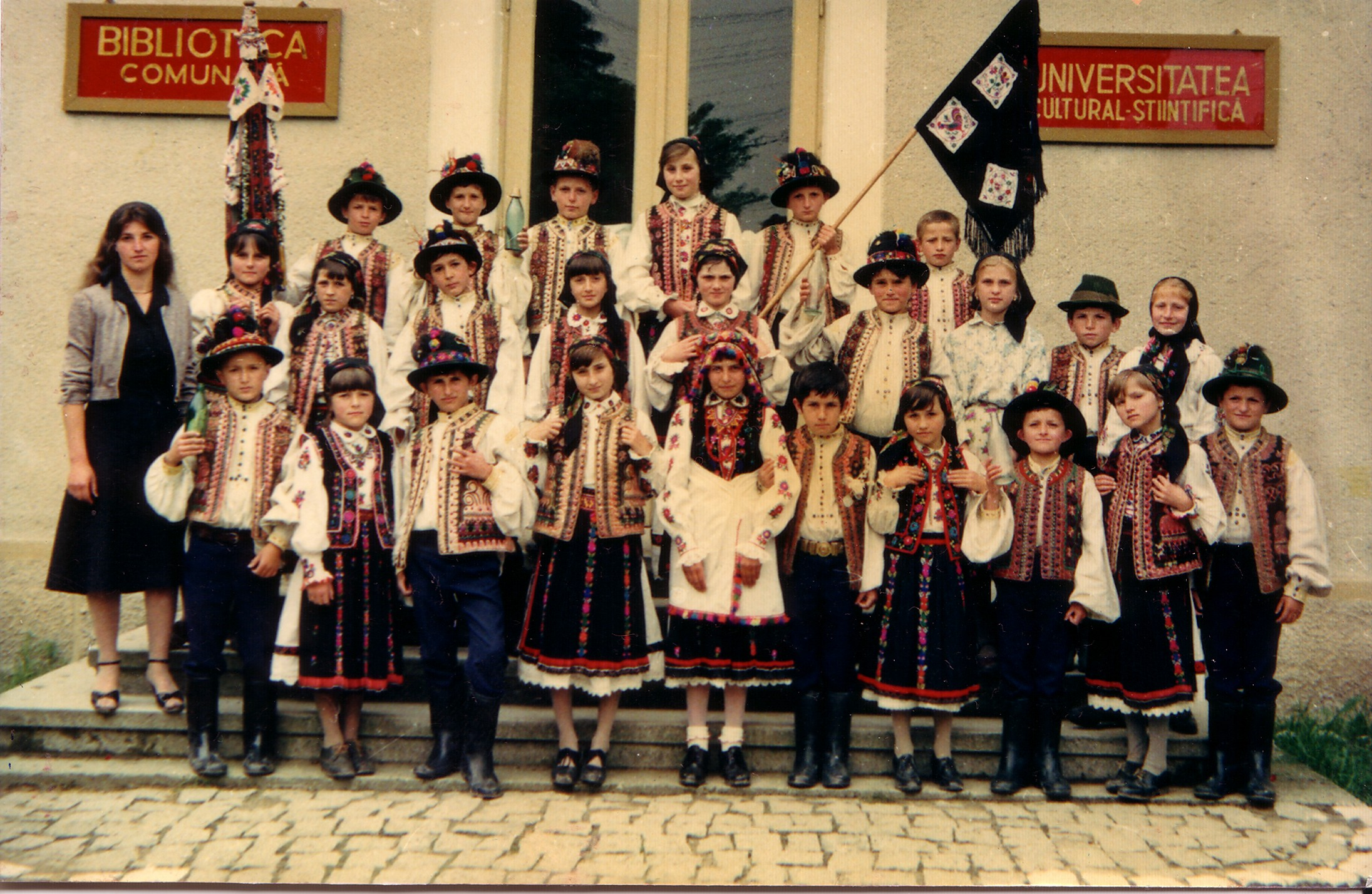
Obiceiuri de nuntă din Marin, în spectacole (1985)

S-au obținut premii, inclusiv la etapele interjudețene și republicane ale festivalului. De asemenea, rapsodul popular Mihai Gozman din Marin a fost foarte apreciat, cântecele sale fiind difuzate și la postul național de radio din acea vreme.
În numărul XI al volumului Acta MVSEI POROLISSENSIS (1987) sunt nominalizate laureatele etapei republicane a Festivalului Național “Cântarea României” din satul Marin, în edițiile 1978-1986. Acestea sunt: Cosma Floarea, Șandor Aurica și Șandor Floare. În fotografiile alăturate putem vedea instantanee de la o nuntă din Marinul anilor ’70.
În anul 2004, Adriana și Nicolae Lung, în colaborare cu cadrele didactice de la școală și susținuți de Primăria Crasna, înființează Ansamblul artistic “Mărineanca” format din 40 de copii, cu vârste cuprinse între 9 și 18 ani. Ansamblul reunește o formație de dansuri și un grup vocal și are menirea de a promova folclorul local și tradițiile specifice satului la diverse manifestări culturale, atât în județ, cât și în alte județe. S-au obținut diverse premii și mențiuni. La data de 12 decembrie 2007, grupul vocal obține premiul III la Concursul de interpretare colinzi din Vișeu de Sus, județul Maramureș.
Echipa de fotbal “Gloria Marin” a dat sătenilor numeroase ocazii de a-și manifesta solidaritatea și patriotismul local. Echipa era participantă activă la campionatul zonal al Sălajului obținând și câteva succese notabile. Planificarea meciurilor din fiecare etapă precum și rezultatele erau consemnate în cotidianul Sălajului din acea vreme, Năzuința.
Momentul de strălucire a Gloriei a fost, fără îndoială, câștigarea trofeului <<Cupa Văii Crasna>> în 26 iulie 1980. Mai spicuim din Năzuința câteva prilejuri de euforie pentru suporterii echipei de fotbal a Marinului: Gloria Marin – Semănătorul Cizer: 5-3 (26 sept. 1979); Gloria Bănișor – Gloria Marin: 0-6 (3 oct. 1979); Gloria Marin – Avântul Peceiu: 7-1 (11 oct. 1980); Vulturul Stârciu – Gloria Marin: 2-7 (11 oct. 1980); Gloria Marin – Avântul Stârciu: 3-0 (16 mai 1981). Fotografia ne înfățișează jucătorii Gloriei din anul 1980, chiar pe gazonul care le-a adus atâtea momente de satisfacție și de …glorie.

## Imagini

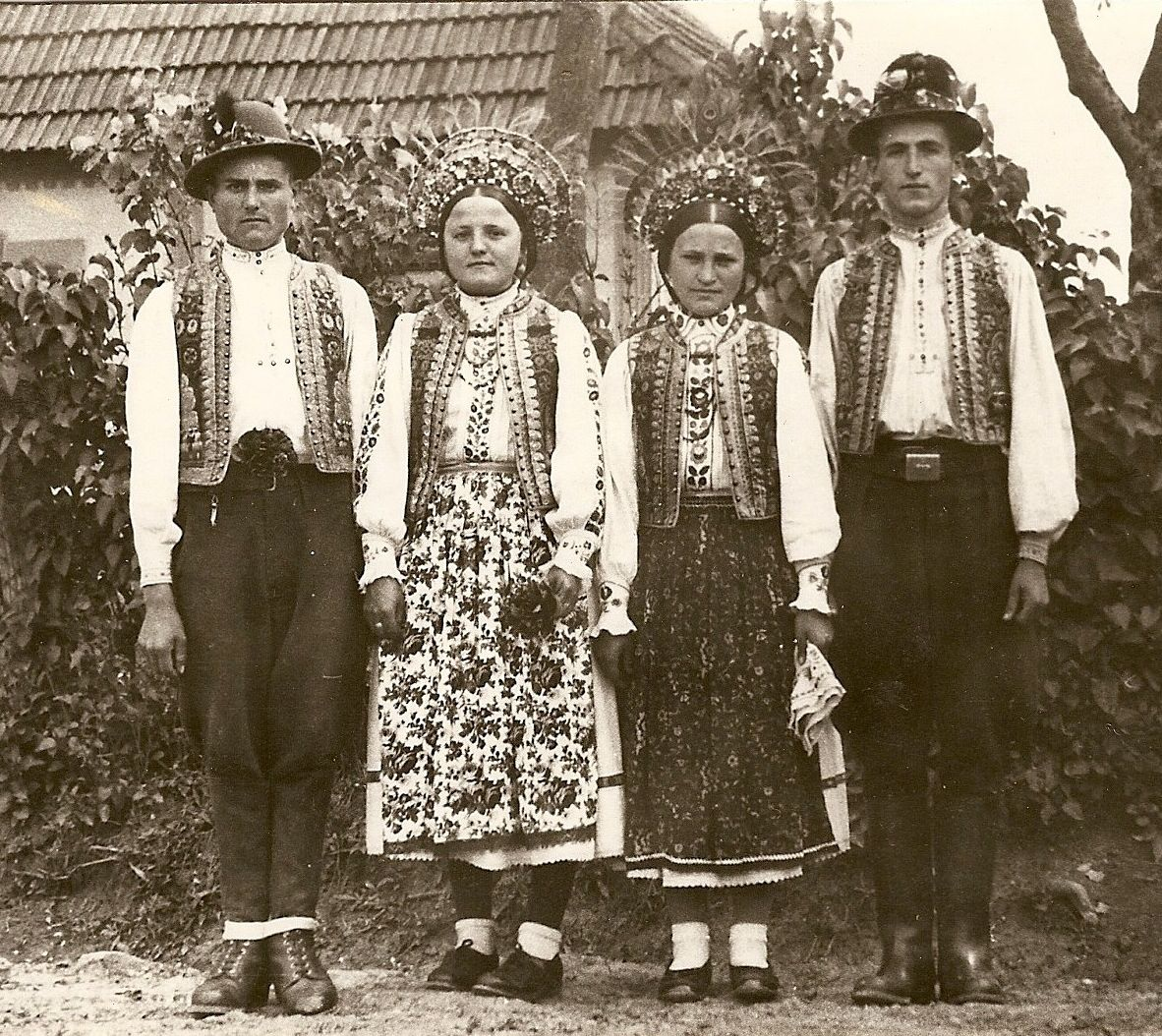
Feciori şi fete din Marin, în costumul popular al anilor ’60
Săteni în straie de sărbătoare, la ieşirea din biserică, în anii ’60
Obiceiuri de nuntă din Marin – anii ’70
“Fiii satului Marin”, 29 iunie 1980. În fața căminului cultural, înainte de începerea festivității
“Fiii satului”, 29 iunie 1980. Dascăli și pionieri în fața școlii din Marin
Grup de colindători din Marin, pe scenă (1979)
Ansamblul artistic din Marin - 2007
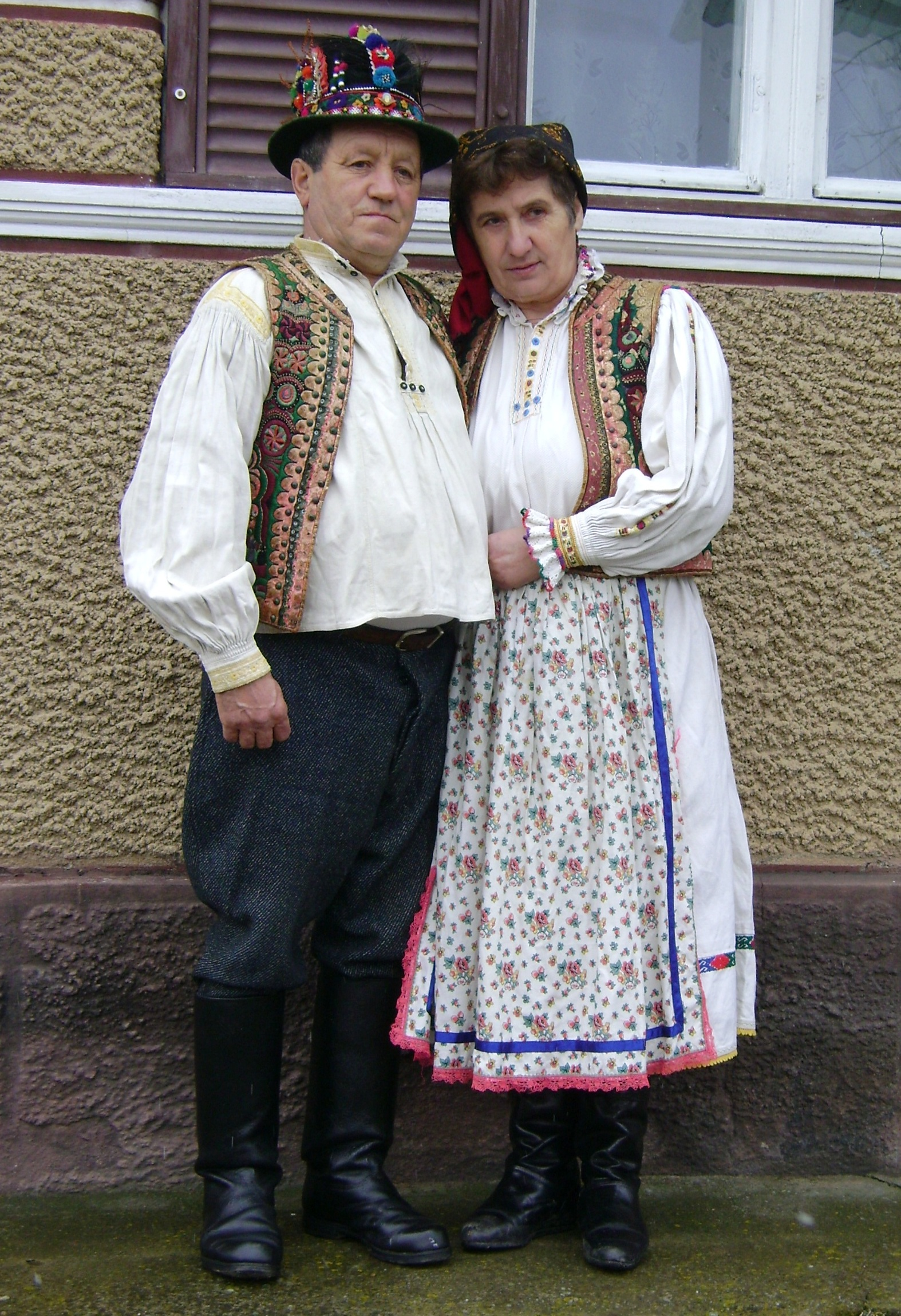
Pereche din Marin în costum tradițional (2010)
Costum tradițional femeiesc din Marin (2009)
Ansamblul folcloric din Marin la Parada portului popular din Viseu de Sus - 2007
Echipa de fotbal Gloria Marin – 1980

## Economie și infrastructură
Agricultura este cea mai veche ocupație a locuitorilor de pe meleagurile satului Marin. Aceasta rezultă și din primul document istoric, “Vechiul privilegiu al libertății din 1539”, care face referire specială la Marin. “Privilegiul” sau ”libertatea” colonilor din Marin, cuprinse în acest act, nu sunt altceva decât restabilirea sarcinilor feudale ale acestora. Dările mărinanilor în natură constau în: boi de jug, găini, stupi de albine, oi, porci, căprioare. În următoarele urbarii mai apar: vaci, iepuri, gâște, capre.
Din conscripția satelor din comitatul Crasna din 1720-1722 rezultă că în Marin se cultiva orz, ovăz, porumb, în timp ce, cultura viței de vie este absentă. De menționat că, la acea dată, porumbul nu era cultivat decât în 20 de sate din totalul de 49. Mărinanii, ca și ceilalți locuitorii ai comitatului obțineau, în general, producții mici de cereale care nu le asigurau necesarul din gospodărie. Acestea se datorau condițiilor pedo-climatice și de relief neprielnice cultivării cerealelor. Ei erau nevoiți să întrețină legături comerciale cu locuitorii comitatelor vecine, în special Bihor. Târgurile din Marghita erau cele mai frecventate, iar ei duceau aici îndeosebi vite, porci, fructe și vin în schimbul cerealelor.
Analizând diverse aspecte ale formelor tradiționale de agricultură din Sălaj la nivelul anului 1820, Șișeștean (1999) constată următoarele: în Marin se practica un asolament bienal, fâneața era cosită o singură dată pe an, iar producția de grâu obținută era de 3,5 ori mai mare decât cea însămânțată.
Tabelele de impunere a satului Marin din perioada 1818-1848 arată numărul foarte variabil al familiilor iobage, maximul înregistrându-se în anul 1842 (63 de familii), iar minimum în anul 1818 (32 de familii). Conform acelorași documente, terenul arabil urbarial folosit de țăranii din Marin, era în 1818 de 302,5 cubuli de semănătură, din care 146 aparțineau iobagilor, opt văduvelor, iar 148,5 cubuli de semănătură erau a străinilor. Conform interpretării și transformărilor utilizate în literatura istorică, pentru un jugăr de pământ arabil (0,5775 de hectare) erau necesari doi cubuli de semănătură. În perioada 1818-1848, suprafața terenului arabil rustical din Marin variază între 294,5 cubuli de semănătură în anul 1831 și 302,5 cubuli de semănătură în majoritatea anilor din acest interval de timp. Suprafața medie de pământ arabil, în jugăre, oscilează în jurul valorii de 2,5 pentru fiecare familie de țărani din Marin. Din produsele obținute pe aceste suprafețe, țăranii trebuiau să plătească toate impozitele, să-și întrețină animalele dar să și trăiască, ei și familiile lor.
Situația prezentată în aceste urbarii atestă prezența culturii viței de vie în Marin în toată această perioadă (1818-1848). În conscripția făcută în perioada 1721-1722, Marinul nu figura cu viță de vie și vin, deși cultura viței de vie o regăsim în 34 de localități, din cele 49 ale comitatului Crasna. Nu există date concrete cu privire la apariția acestei culturi în Marin, dar se presupune că aceasta a avut loc în prima jumătate a secolului XVIII, la scurtă vreme după conscripția din 1721-1722, dată fiind răspândirea ei pe teritoriul comitatului, inclusiv în satele din jurul Marinului.
Tabelele urbariale ale Marinului din perioada 1818-1848 relevă și preocupările sătenilor în perioada respectivă: producție de fân, cultura viței de vie pentru vin, creșterea boilor, cailor, vacilor, oilor, porcilor etc.. . 

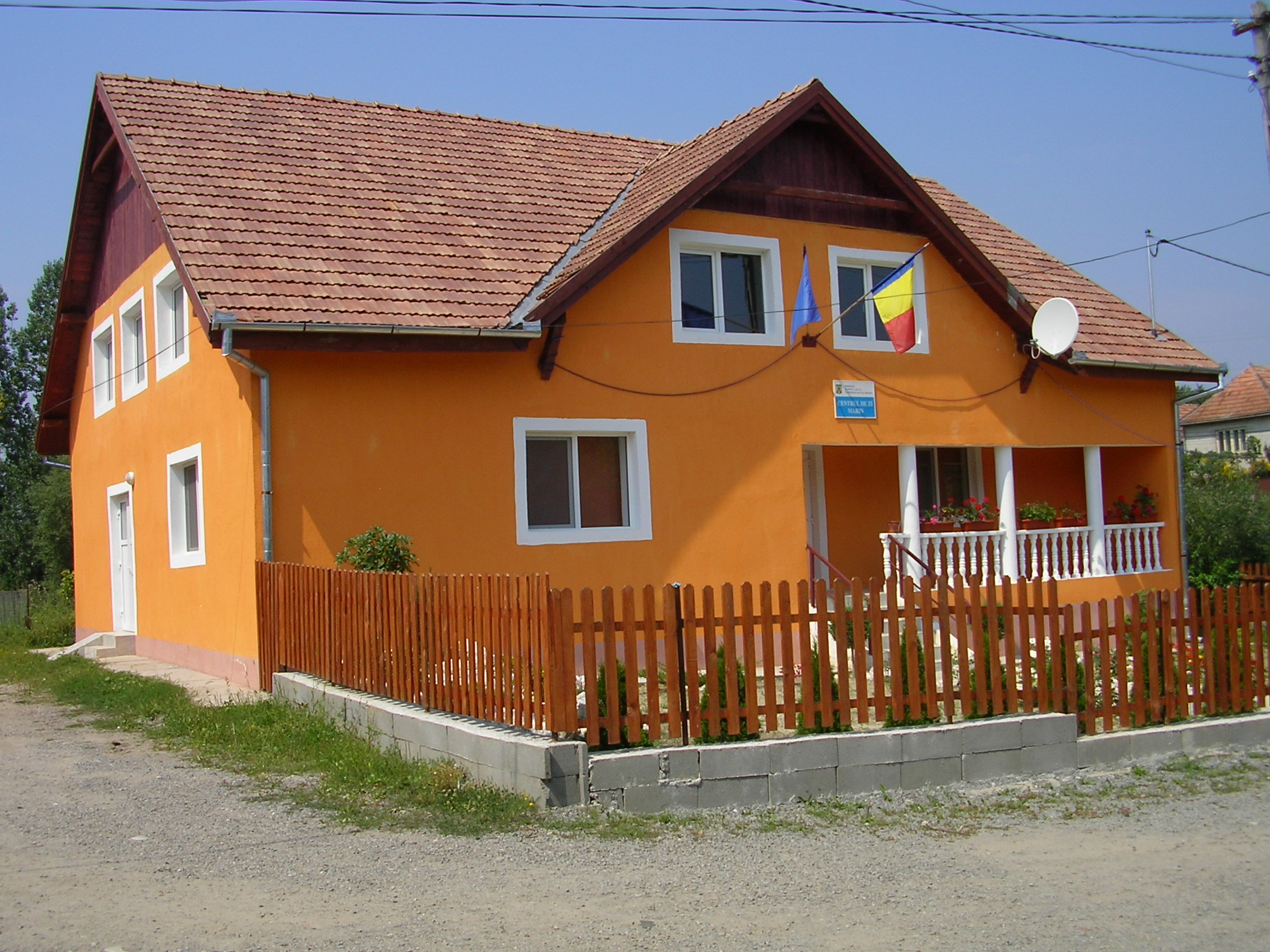
Centrul de zi din Marin, judeţul Sălaj

Supermarket - Marin

Recensământul din 1897 consemnează în Marin 153 de gospodării, cu următoarele categorii de folosință a terenului, în iugăre: 657 - pământ arător, 71 - grădini, 206 - fâneață, 4 - vie nealtoită, 256 - pășune, 297 - păduri, 9 – păpuriș și 50 – terenuri neproductive. În total, 1550 de iugăre. Din această suprafață, 37 de iugăre sunt date în arendă, iar 3 sunt luate în arendă. La 1897, în Marin erau 40 de atelaje, dintre care 11 cu cai, opt cu boi, trei cu bivoli și 18 cu vaci. Conform aceluiași document, numărul pomilor fructiferi pe specii era următorul: 297 meri, 163 peri, 6 cireși, 20 vișini, 13 piersici, 7 caiși, 24.394 pruni, 100 nuci, 13 tufe de arbuști fructiferi. De remarcat prezența masivă a prunului. Din același recensământ aflăm că mărinanii dețineau 9 tăurași, 158 de juninci și 138 de boi. Cele 305 cornute mari aparțineau următoarelor rase: 228 – Ardeleană, 25 – Mocănească și 52 de bivoli. Alte animale prezente în gospodării: 39 de cai, 21 de capre, 184 de porci, 421 de oi, 837 păsări de curte, 46 coșnițe de albine. Măgarii și catârii nu se regăsesc în statistică.
În prezent, terenurile agricole ale Marinului sunt cultivate cu cereale, legume, pomi fructiferi și viță de vie. Cerealele cele mai prezente sunt porumbul, ovăzul și grâul. Legumele sunt cultivate doar în grădini, pe suprafețe care asigură necesarul familiei. Dintre speciile de pomi fructiferi, prunul deține în mod categoric locul întâi. Marinul a fost multă vreme cunoscut prin producția mare de țuică de prune. Practic, satul ni se înfășișează ca o imensă livadă de prun. Soiurile nobile de viță de vie sunt cultivate doar sporadic, predominând hibrizii producători direcți.
Conform datelor furnizate de A.P.I.A. Crasna (ing. Aurel Hosu) structura culturilor în anul 2008 a fost următoarea: în extravilan - arabil: 645,37 ha; fânețe – 64,02 ha; livezi: 5,88 ha; vii hibride: 14,99 ha; pășuni: 169,47 ha; neproductiv: 2,71 ha, iar în intravilan: arabil: 69,57 ha; fânețe: 44,59 ha; vii hibride: 0,28 ha; curți și construcții: 28,26 ha. La suprafețele extravilane se adaugă 196 ha de pădure.
Șeptelul Marinului este constituit în principal din: vaci, bivoli, oi, porci, găini, rațe, gâște, curci și iepuri.
Numărul firmelor din Marin este redus, iar sfera lor de activitate este cea a produselor și a serviciilor. Populația activează în general în domeniul prelucrării lemnului, construcțiilor, amenajărilor interioare, instalațiilor, lucrărilor mecanice și agricultură. De altfel, zidarii și lemnarii apar în Marin și în recensămintele de la finele secolului XIX.
În ultimii ani, Marinul s-a modernizat foarte mult la capitolul infrastructură. În cadrul diferitelor proiecte, multe drumuri interioare au fost pietruite, drumul Marin-Crasna a fost asfaltat, drumurile spre Bănișor și Valcău de Jos au fost pietruite, s-a introdus telefonia fixă (fibră optică), internetul, apa potabilă curentă.
În ianuarie 2008 se dă în folosință Centrul de Zi pentru Copii aflat în subordinea Direcției Generale de Asistență Socială și Protecția Copilului Sălaj.

## Monografia Marinului. Fiii satului Marin - 2013
La sfârșitul lunii decembrie 2012 a apărut Monografia satului Marin, sub titlul „Marinul - vatră românească a Sălajului”. Autori: Conf. univ. dr. Aurel MAXIM, Prof. Petru MAXIM și Prof. Teodor ȘANDOR. Lansarea cărții a avut loc în cadrul festivității FIII SATULUI MARIN - ediția a II-a - pe data de 6 ianuarie 2013, la Biserica Ortodoxă „Sfinții Mihail și Gavril” din Marin (http://www.youtube.com/watch?v=3R8SneCIiTg). Ziua următoare, de Sf. Ioan Botezătorul, autorii monografiei au făcut o prezentare a cărții și la Biserica Greco-Catolică „Intrarea în Biserică a Preacuratei Fecioare Maria” din localitate.
Monografia apare ca un omagiu adus satului Marin care în acest an (2013) aniversează 555 de ani de la prima atestare documentară (1458).
Monografia Marinului numără 643 de pagini și are 13 capitole, la care se adaugă aproximativ 1500 de indici de nume și indici geografici. Capitolele prezintă aspecte de ordin geografic, toponimii, istoricul satului, biserica și preoții din Marin de-a lungul timpului, școala cu o vechime de peste 183 de ani, tradiții, obiceiuri și port popular din Marin recunoscut pentru frumusețea sa. Cartea mai include 11 genealogii și 26 de biografii ale oamenilor care au făcut și fac cinste Marinului. De asemenea, sunt prezentate și explicate 512 regionalisme specifice Marinului, folosite tot mai puțin, iar altele aproape deloc .

Monografia Marinului și autorii ei (2012)
Cuvântul primarului jur. Emeric Pop la „Fiii satului Marin 2013”
Participanți la prezentarea monografiei Marinului (6 ian. 2013)
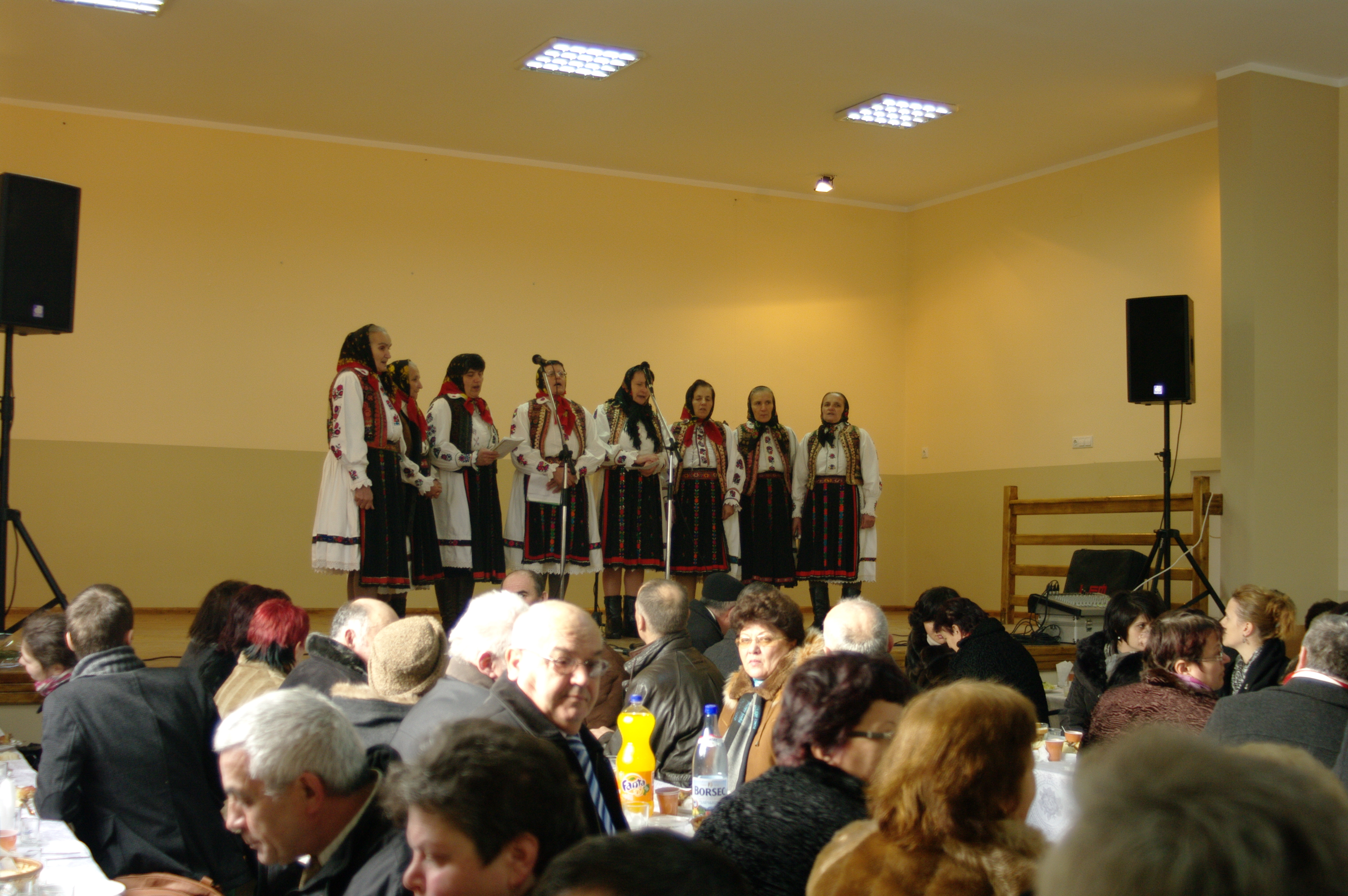
Corul Bisericii Ortodoxe „Sfinții Mihail și Gavril” din Marin pe scena căminului cultural (6 ian. 2013)
Expoziție de carte publicată de fii ai satului Marin (6 ian. 2013)
Prezentarea monografiei Marinului de către primii doi autori ai cărții la Biserica Greco-Catolica din Marin - 7 ian. 2013
Degustare ţuică de Marin la Sărbătoarea FIII SATULUI (6 ian. 2013)

## Personalități
- Ilie Borz (1912-1954), preot greco-catolic, deținut politic, decedat în închisoare
- Virgil Flonda (1948-2006), actor, director artistic al Teatrului Național „Radu Stanca” din Sibiu